# Kenny Rogers
Kenneth Ray Rogers, ameriški country pevec in glasbenik ter televizijski igralec, * 21. avgust 1938, Houston, ZDA , † 20. marec 2020, Sandy Springs.  
Kenny je v svoji karieri prodal več kot 105 milijonov albumov. Njegova največja hita sta The Gambler in Coward of the country. Skupaj z Dolly Parton je avtor enega največjih country hitov vseh časov Islands In The Stream. Upokojil se je leta 2017.

## Diskografija
- 1976 - Love Lifted Me
- 1977 - Kenny Rogers
- 1977 - Daytime Friends
- 1978 - Ten Years of Gold
- 1978 - Love or Something Like It
- 1978 - The Gambler
- 1978 - Every Time Two Fools Collide (z Dottie West)
- 1979 - Kenny
- 1979 - The Kenny Rogers Singles Album
- 1979 - Classics (con Dottie West)
- 1980 - Greatest Hits (raccolta)
- 1980 - Gideon
- 1981 - Share Your Love
- 1981 - Christmas
- 1982 - Love Will Turn You Around
- 1983 - We've Got Tonight
- 1983 - 20 Greatest Hits (raccolta)
- 1983 - Eyes That See in the Dark
- 1984 - What About Me?
- 1984 - Duets (raccolta)
- 1984 - Once Upon a Christmas (z Dolly Parton)
- 1985 - The Heart of the Matter
- 1986 - They Don't Make Them Like They Used To
- 1987 - I Prefer the Moonlight
- 1989 - Something Inside So Strong
- 1989 - Christmas in America
- 1990 - Love Is Strange
- 1991 - Back Home Again
- 1993 - If Only My Heart Had a Voice
- 1994 - Timepiece (z David Foster)
- 1996 - Vote for Love
- 1996 - The Gift
- 1997 - Across My Heart
- 1998 - Christmas from the Heart
- 1999 - She Rides Wild Horses
- 2000 - There You Go Again
- 2003 - Back to the Well
- 2004 - Christmas with Kenny
- 2004 - 42 Ultimate Hits
- 2006 - 21 Number Ones
- 2006 - Water & Bridges
- 2006 - Christmas Collection
- 2011 - The Love of God
- 2012 - Amazing Grace
- 2012 - Christmas Live!
- 2013 - You Can't Make Old Friends
- 2015 - Once Again It's Christmas